# Chiesa e convento di Santa Maria del Cengio
La chiesa di Santa Maria del Cengio o Santuario di Santa Maria del Cengio è una chiesa, nota dalla fine del XII secolo, a cui è stato annesso in seguito un convento nella seconda metà del Quattrocento per volontà di Benedetto Zeno.
Si trova nel comune di Isola Vicentina in provincia di Vicenza, su di una cengia costituita di un misto di roccia bianca, calcare ed arenacea, da cui deriva il nome.
Comprende anche una piccola casa adibita ad eremo.

## Storia
Il primo accenno ad una chiesa in questo luogo viene fatto nel 1192 nel Centio Camerario probabilmente perché nata qualche tempo prima come pieve, come luogo di riposo per i viandanti o come cappella dell'antico castello. Nel 1273 è presente un sacerdote, il presbiter Uberto, mentre nel 1334 la chiesa è curata da cappellani vicari che vengono nominati da rettori dell'arcidiacono della cattedrale di Vicenza. Nel Trecento cominciano a comparire le specificazioni come "Santa Maria a Zenglo", a Cenglo o del Cigno (derivante da macigno). È solo dal Seicento che si rafforza il nominativo Santa Maria del Cengio.

### La costruzione del convento, l'Ordine di Santa Brigida e di Sant'Antonio
Nel 1447 Benedetto Zeno lascia cinquanta libre per la costruzione di un'abitazione vicino alla chiesa ad uso di frati o eremiti e dopo otto anni, il 7 marzo 1455, Battista di Normandia viene investito della chiesa e del beneficio dal vescovo di Vicenza, Pietro Barbo. 
Il 24 giugno 1456 il vescovo dà l'autorizzazione ai primi quattro brigidini ad abitare nel convento dando inizio alla vita conventuale che comincia con il restauro della chiesa e la costruzione dell'altare maggiore. L'esecuzione delle volontà di Zeno è stata opera di una parente, Lucrezia Zeno, e suo marito, Giovanni Porto, che donerà alla chiesa alcune terre e case e per questo riceverà dal vescovo lo jus patronatus esteso a tutta la famiglia Porto (come conseguenza di questo gli eredi di Andrea Porto mantengono la proprietà per il periodo in cui è disabitato). Tale dettaglio è importante perché viene dettata una clausola che sarà determinante trecento anni più tardi: nel caso cessi la vita conventuale il patrimonio del convento deve essere trasferito all'ospedale di San Marcello degli Esposti dedicato ai bambini abbandonati. Tale clausola venne fatta nell'eventualità di leggi contro i religiosi, come quelle nel 1771.
Già nel gennaio 1462 i frati dell'ordine di Santa Brigida decidono di rinunciare all'investitura e abbandonano il convento che passa ai canonici di San Salvatore, dell'ordine di Sant'Antonio che rimarranno per più di trecento anni. Nel 1646 il priore è un certo fra Cristoforo da Milano.
Nel 1466 una bolla di papa Paolo II richiede un aumento delle entrate economiche del convento che, quindi, ingloba la pieve di San Pietro, la chiesa parrocchiale presente in pianura poco distante, di cui si prende il diritto di nominare e mantenere un sacerdote.
Nella seconda metà dal Seicento la chiesa viene ristrutturata con l'aggiunta della navata sinistra, del presbiterio, degli altari laterali e di quello maggiore.

### La fine della vita conventuale
Nel Settecento la Repubblica di Venezia emana tre ordinanze destinate a cambiare per sempre la storia del convento. In data 7 settembre 1768 viene imposto un rapporto tra rendite dei conventi e numero di religiosi presenti e, per questo, il priore del convento rinuncia al beneficio della chiesa parrocchiale che quindi ritorna autonoma come prima del 1466. Il 16 maggio 1771 vengono soppressi i monasteri dei Canonici Lateranensi e il 12 settembre dello stesso anno vengono soppressi i Canonici residenti ad Isola. Questo porta alla cessazione della vita conventuale e la non ufficiazione della chiesa di Santa Maria del Cengio. In questo modo il patrimonio verrà trasferito all'ospedale di Santa Maria e San Cristoforo di Vicenza (detto di San Marcello) e la proprietà, per il periodo in cui rimane disabitato, ritorna alla famiglia Porto a cui, nel 1465, venne concesso lo jus patronatus.
Da questo momento spetta alla famiglia Porto nominare i rettori che officeranno la chiesa. Nel 1781 viene nominato don Gaetano Porto. Dopo la sua morte e su consiglio del vescovo di Vicenza, nel 1836 viene nominato il parroco della pieve di San Pietro, don Giovanni Battista Gasparoni. Nel 1857 viene chiamato don Stefano Dalla Cà.

### I Servi di Santa Maria e la rinascita della vita conventuale
Alla morte di don Stefano Dalla Cà, nel 1894, il conte Antonio da Porto è chiamato a nominare il nuovo officiatore. Già deciso a nominare nuovamente un comunità religiosa che riprenda in mano anche il convento, la scelta cade sull'Ordine dei servi di Maria, già presenti nel santuario della Madonna di Monte Berico.
Dopo la riunione di tutti i beni sparsi per i vari membri della famiglia, il 14 dicembre 1904 il consiglio generalizio dei Servi fonda ufficialmente il convento di Isola come dipendente da quello di Monte Berico, mentre nel 1912 viene reso indipendente a viene nominato priore fra Filippo M. Grendene.

### Il Novecento
Nel 1905 viene inaugurato il servizio di attività scolastica, inizialmente per 4 ragazzi che salgono poi a 30 e, nel 1928, Isola diventa la sede veneta del noviziato dei Servi di Maria. Nel 1914 viene costruita una nuova ala, perpendicolare al convento originario, che viene ristrutturata nel 1928 e ampliata tra il 1944 e il 1945 facendole raggiungere la consistenza attuale. Durante la prima guerra mondiale vi soggiornano alcuni soldati, viene allestito un ospedale, un rifugio per le famiglie e vengono ospitate per breve tempo le scuole elementari del paese. Nel 1920 vengono restaurati gli affreschi trecenteschi, nel 1928 viene costruito un nuovo altare dedicato a Santa Maria Addolorata e nel 1939 viene inaugurata la via Matris.

#### L'incendio del 1931
Nella notte fra il 22 e il 23 settembre 1931 scoppiò un incendio nel convento che danneggiò gravemente la struttura. Con l'aiuto di molti paesani venne spostata all'esterno la statua della Madonna salvando dai probabili danni del fuoco. Il fuoco danneggiò pesantemente le strutture e molte altre furono abbattute per la pericolo di crolli portando ad una temporanea inagibilità del convento e della chiesa. Tale periodo fu molto breve, durò solo sei mesi e venti giorni, ma già l'8 dicembre 1931 la chiesa ricominciò ad essere ufficiata, seppur con le impalcature.
Con i lavori di restauro si sposto l'entrata principale vero la Valtessera costruendo anche una strada più comoda per i veicoli commerciali che dovevano servire il convento.

## Descrizione
La struttura si trova arroccata sopra la parte terminale del monte. L'ingresso originario, pedonale, è costituito da una serie di scalette che, dalla strada, partono e salgono fino all'ingresso originale che dà verso nord. Con scalette in pietra e i montanti decorati con formelle floreali congiunti da un architrave (riportante la scritta Ave Maria - Gratia Plena), tale ingresso è ora una porta laterale della chiesa che, con i lavori di ampliamento successivi all'incendio, si è dotata di un ingresso principale verso ovest, vicino all'entrata del chiosco.
Il convento è situato dall'altra parte rispetto alla piazza del torrente che separa il paese: la Giara. Per raggiungere l'edificio religioso bisogna attraversare due ponti costruiti nel 1874: quello dell'attuale via Giarre (ponte di Santa Maria) e un piccolo ponte pedonale che collega la via all'inizio delle scalette.
Nel complesso è presente anche un chiostro che è stato costruito a partire dal XV secolo. È di pianta quadrata e i portici presentano quattro colonne per lato scolpite con la roccia su cui sorge il convento. Le celle sono collocate al piano superiore e disposte su tre lati. Sopra al chiostro sono presenti un orologio e una campana, fatti costruire nel 1474 da Pietro Dalle Ore, con su inciso: "Gloria di Dio e di Cristo che si fece uomo".
Facente parte del complesso, ma separato dal convento è una piccola casa che è stata adibita ad eremo nel 1976.

## Arte

### Affreschi
Nella cappella di Santa Brigida, la prima a destra, sono presenti due affreschi di probabile fattura quattrocentesca: a sinistra è rappresentato san Bernardino e a destra, molto rovinato, san Sebastiano. Sempre nella cappella è presente anche una piccola nicchia con resti di un affresco tutto attorno.
Nella metà della parete di destra della chiesa, un tempo, doveva essere presente un affresco, che è ora presente solo a tracce scoperte nel 1976. È stato quindi tinteggiato per attaccarvi sopra un pezzo di affresco rinvenuto nei lavori di restauro del 1920 nel chiostro superiore e rappresentante la Madonna con a sinistra Isaia e a destra Giovanni l'evangelista.

### Altari
Nella chiesa sono presenti tre altari: uno maggiore e due laterali. Altri due altari minori sono posti nella parete sud: quello verso l'abside è della Vergine Addolorata, mentre quello verso l'entrata è nella Cappella di Santa Brigida.
L'altare maggiore, che un tempo si trovava addossato alla parete di fondo dell'abside, ora risiede al centro del presbiterio. Nel paliotto è presente un bassorilievo che raffigura la presentazione di Gesù al Tempio scolpito da Orazio Marinali. La statua della Madonna è presente sul fondo dell'abside all'interno di un supporto che presenta due colonne corinzie su cui sovrastano due angeli.
I due altari laterali disposti nella parete nord, uno a sinistra e uno a destra del vecchio ingresso, sono intitolati rispettivamente all'Angelo Custode e ai santi Carlo Borromeo e Gaetano di Thiene.
Quello dedicato all'Angelo Custode è stato costruito nel 1694, come indicato sul timpano, e presenta una pala del 1728 dipinta da Cristoforo Menarola che rappresenta la Vergine col Bambino, Sant'Antonio da Padova, un Angelo Custode e San Rocco.
L'altare dedicato ai santi Carlo Borromeo e Gaetano di Thiene fu commissionato nel 1682 dai coniugi Cerchiari-Bissari e presenta una pala del 1684 di Pietro Bartolomeo Cittadella che raffigura i santi titolari dell'altare.

### Statue
La statua più importante, se non l'opera di maggior pregio della chiesa stessa, è quella raffigurante la Madonna e sistemata sul fondo dell'abside, dove un tempo costituiva per dell'altare maggiore. Tale opera è frutto dello scultore Girolamo da Vicenza nel 1490 circa e si discosta dalle altre raffigurazioni scultoree mariane dell'epoca dal fatto che non è rappresentata su di un trono, bensì in piedi con Gesù in braccio. Nel 1993 venne restaurata.
Oltre a quella della Madonna, in due nicchie nelle pareti dell'abside, sono presenti altre due statue rappresentanti i genitori di Maria ad opera di Orazio Marinali: i santi Gioacchino e Anna.